# 王勖 (晋商)
王勖（1716年—1776年）字恢中，号敬亭。清代晋商，山西省平阳府太平县北柴庄人（今属襄汾县赵康镇北柴村）。
王勖出生于康熙五十五年八月初八日（1716年）。生平踪迹多在扬州业盐，富而好仁。乾隆二十年（1755年），江南淮安府、海州、扬州府发生大饥荒，王勖在扬州捐粮设粥厂救灾，救活三郡十数万饥民。两淮盐政高公上奏朝廷，加恩议叙，好义之名满天下。五年后，又捐金赈济家乡山西平、蒲、解、绛。。
自乾隆十六年数次南巡，王勖等两淮盐商负责接待，日夜操劳，沿河处所布置精洁，供皇帝游憩，因接待有功而屡获嘉奖。王勖恩赐顶带，以道职加按察司衔。乾隆二十七年（1762年），王勖等人又加“奉宸苑卿”衔。在授“奉宸苑卿”头衔的八个盐商中，除了王勖之外，其他皆为徽商。。
乾隆年间，王勖在迎恩河（漕河）西修建了邗上农桑和杏花村舍两座园林，其弟候选知府王协修葺。模仿康熙《耕织图》
王勖又两次遇皇太后万寿大庆，得赐宴游圆明园。金川用兵时，又捐助军需。
王勖的职务包括詹事府主簿、通政司经历、刑部贵州司员外郎。不久丁艰回籍，升补道员，加按察使衔，赐奉宸苑卿，阶奉直大夫，晋封资政大夫。逝世于乾隆四十年闰十二月二十九日（1776年）。年六十岁。

## 家庭
- 高祖：王廷仪，礼部儒士
- 曾祖：王瑞，承德郎。
- 祖父：王永祚，字纪公，号朴斋，州同知。
- 父亲：王之纶，字济屯，号和庵，北柴人，候选州判。
- 母亲：张氏
- 配偶：傅氏、张氏、巨氏，副配贾氏。
- 独子：王冲翰，字际云，号奇峰，庚子副榜，癸卯举人，候选主事。公举孝廉方正，军功议叙郎中。博览群书，勤学积善。事亲孝。端品力学，不染纨绔习。寿六旬，病足不能出。
- 女儿六人，俱适名族。
- 孙四人：王棠、王檀、王梅、王樉。王檀，字乐园，号芳南。行三。乾隆己亥年（1779）四月初四日吉时生，议叙通判。
- 曾孙：王炯宇。